# Jean Favier
Pour les articles homonymes, voir Favier.
Ne doit pas être confondu avec Jean Favard.
Jean Favier est un archiviste et historien français, né le 2 avril 1932 à Paris où il est mort le 12 août 2014.

## Biographie
Après des premières années au Havre et des études secondaires aux lycées Buffon et Henri-IV, il est élève de l'École nationale des chartes, d'où il sort major et où il obtient le diplôme d'archiviste-paléographe en 1956 grâce à une thèse intitulée Un conseiller de Philippe le Bel : Enguerrand de Marigny. Durant la même année et pendant deux années, il est nommé membre de l'École française de Rome,.
Il est d'abord conservateur aux Archives nationales de 1958 à 1961. Agrégé d'histoire en 1961, il est nommé professeur au lycée d'Orléans pour l'année 1961 et suivante. Il obtient ensuite un poste d'attaché de recherche au CNRS qu'il occupe de 1962 à 1964[réf. nécessaire].
Il soutient en 1967 sa thèse de doctorat ès lettres sur Les Finances pontificales à l'époque du grand Schisme d'Occident[réf. nécessaire].
Il suit d'abord une carrière d'universitaire comme maître de conférences à l'université de Rennes (au Centre universitaire de Brest 1964-1966), comme professeur à l'université de Rouen (1966-1969), puis à Paris, comme directeur d'études à l'École pratique des hautes études (1965-1997) et enfin professeur à l'université Paris-Sorbonne en 1969. Jusqu'en 1997 il y enseigna la paléographie médiévale.
Parallèlement à sa carrière d'enseignant-chercheur, il occupe des fonctions de premier plan dans l'administration de la Culture. En 1975 il est nommé directeur général des Archives de France (assumant aussi directement la direction des Archives nationales), fonctions qu'il occupe pendant 19 ans, de 1975 à 1994, et qui sont marquées par la promulgation d’une nouvelle loi sur les archives, la construction de très nombreux bâtiments d’archives tant à Paris que dans les départements et une activité internationale très importante. Puis, de 1994 à 1997, il est le premier président de la Bibliothèque nationale de France.
De 1979 à sa dissolution en 1998, il préside l'Association française pour les célébrations nationales. Il présidera ensuite, de 2008 à 2012, le Haut comité des célébrations nationales (devenu « des commémorations nationales » en 2011).
Il est membre de l'Académie des inscriptions et belles-lettres à partir de 1985 (il la préside en 1995), président de la Commission française pour l'UNESCO et membre du club Le Siècle. Il dirige la Revue historique de 1973 à 1997.
Publié en 1978 après de nombreuses publications savantes, son Philippe le Bel le fait découvrir d'un large public et inaugure une longue série de publications essentiellement aux éditions Fayard où il dirige aussi, de 1992 à 1995 une Histoire de France en six tomes dont il rédige le second tome intitulé Le Temps des principautés. De l'an mil à 1515 ainsi qu'un Dictionnaire de la France médiévale, paru en 1993.
Jean Favier était conservateur du château de Langeais, propriété de l'Institut. C'est aussi un homme de radio, animant en particulier sur France Inter l'émission Question pour l'Histoire. De 1984 à 1987, il est administrateur de TF1. De 1988 à 2002, il préside l'Association des lauréats du concours général. De 2007 à 2013, il est le premier président du Comité historique de la ville de Paris.
Il meurt le 12 août 2014 d'un cancer. La cérémonie funèbre a lieu en l'église Saint-François-Xavier (7e arrondissement de Paris),. La ministre de la Culture et de la Communication, Aurélie Filippetti adresse un hommage au grand historien et serviteur de l’État.

### Vie privée
Jean Favier a été marié de 1956 à sa mort avec l'archiviste Lucie Favier.
Passionné par l'orgue, il était aussi organiste amateur et se produisait dans des auditions privées, de même qu'il était membre du jury dans des concours consacrés à cet instrument.

## Publications
- « Introitus et exitus » sous Clément VII et Benoît XIII, Rome, Istituto di paleografia dell' Università di Roma, 1957.
- Les Archives, Paris, PUF, coll. Que sais-je ?, 1959.
- Les Mouchards, Paris, (sous le pseudonyme de Michel Sicard)[12] (ill. Pierre Joubert), Alsatia, coll. « Signe de piste », 1959.
- La Fuite du commandeur (sous le pseudonyme de Michel Sicard)[12], ill. Michel Gourlier, Paris, Alsatia, coll. « Signe de piste », 1960.
- Un conseiller de Philippe le Bel : Enguerran de Marigny, PUF, Paris, 1963 - prix Gobert 1964 et 1965 de l'Académie des inscriptions et belles-lettres.
- Les Finances pontificales à l'époque du Grand Schisme d'Occident, 1378-1409, Paris, De Boccard, 1966 - prix Gobert 1968.
- De Marco Polo à Christophe Colomb, Paris, éd. Larousse, 1968.
- Les Contribuables parisiens à la fin de la guerre de Cent Ans, les rôles d'impôt de 1421, 1423 et 1438, Paris/Genève, Droz, 1970.
- Paris au XVe siècle, Paris, Hachette, 1974.
- Le Registre des compagnies françaises : 1449-1467, Paris, Imprimerie nationale, 1975.
- Philippe le Bel, Paris, Éditions Fayard, 1978[13].
- La Guerre de Cent Ans, éd. Fayard, Paris 1980. Grand prix Gobert 1981 de l’Académie française - 5e prix Pierre-Lafue 1981.
- François Villon, Paris, éd. Fayard, 1982.
- Une histoire de la Normandie, Rennes, Ouest-France, 1986.
- De l'Or et des épices : naissance de l'homme d'affaires au Moyen Âge, éd. Fayard, Paris, 1987.
- Archives nationales : quinze siècles d'histoire, Paris, Nathan, 1988.
- Chronique de la Révolution, 1788-1799, Paris, Larousse, 1988.
- L'Univers de Chartres, Paris, Éditions Bordas, 1988.
- Les Grandes Découvertes : d'Alexandre à Magellan, Paris, éd. Fayard, 1991.
- Le Temps des principautés, tome 2 de son Histoire de France, Paris, éd. Fayard, 1992.
- Dictionnaire de la France médiévale, Paris, Fayard, 1993, 982 p. (ISBN 2-213-03139-8).
- La France féodale, Paris, le Grand livre du mois, 1995.
- La Naissance de l'État, Paris, le Grand livre du mois, 1995.
- Paris, deux mille ans d'histoire, Paris, Librairie Arthème Fayard, 1997 - prix du nouveau cercle de l'union 1997.
- Charlemagne, Paris, Librairie Arthème Fayard, 1999.
- Louis XI, Paris, éd. Fayard, 2001.
- Les Plantagenêts : origines et destin d'un empire : XIe – XIVe siècle, Paris, éd. Fayard, 2004.
- Les papes d'Avignon, Paris, Fayard, 2006, 852 p. (ISBN 2213625247, EAN 978-2213625249, lire en ligne).
- Le Roi René, éd. Fayard, 2008  (ISBN 978-2-213-63480-7)
- Saint Onuphre, un après-guerre à l'ombre d'un clocher parisien, éd. Fayard, 2009.
- Pierre Cauchon ou les maîtres dans la tourmente, éd. Fayard, 2010  (ISBN 978-2-213-64261-1)
- Le Bourgeois de Paris au Moyen Âge , éd. Tallandier, 2012
- Les Palais de l'histoire, Le Seuil, 2016 (ouvrage posthume publié par ses enfants).

## Distinctions
- Grand-croix de la Légion d'honneur (14 juillet 2010)[4]
- Grand-croix de l'ordre national du Mérite
- Commandeur de l'ordre des Palmes académiques
- Commandeur de l'ordre des Arts et des Lettres
- Officier de l'ordre du Mérite de la République fédérale d'Allemagne
- Commandeur de l'ordre de la Couronne (Belgique)
- Commandeur de l'ordre de la Couronne de chêne (Luxembourg)
- Médaille d'or pour les mérites de la culture et de l'art (Italie)[14]